# Kundarki
Kundarki es un pueblo y nagar Panchayat situada en el distrito de Moradabad en el estado de Uttar Pradesh (India). Su población es de 29951 habitantes (2011). Se encuentra a 18 km de Moradabad.

## Demografía
Según el censo de 2011 la población de Kundarki era de 29951 habitantes, de los cuales 15863 eran hombres y 14088 eran mujeres. Kundarki tiene una tasa media de alfabetización del 46,75%, inferior a la media estatal del 67,68%: la alfabetización masculina es del 52,95%, y la alfabetización femenina del 39,73%.